# Otto Hellmuth Stowasser
Otto Hellmuth Stowasser  (* 27. Oktober 1887 in Wien; † 19. Februar 1934 ebenda) war ein österreichischer Mediävist und Archivar.

## Leben
Otto Hellmuth Stowasser, Sohn des Altphilologen Joseph Maria Stowasser, wuchs in Wien auf und erlangte dort im Jahre 1906 die Matura. Anschließend studierte er an der Universität Wien Geschichtswissenschaft und wurde Mitglied des Corps Symposion Wien. 1910 wurde er zum Dr. phil. promoviert.
Nach ersten Anstellungen als Archivar in Karlsruhe und Rom trat er 1914 in den Dienst des Haus-, Hof- und Staatsarchivs. Von hier aus habilitierte er sich an der Universität Wien über Geschichte des Mittelalters und Historische Hilfswissenschaften. 1921 wurde er zum Staatsarchivar und Leiter der Historischen Abteilung des Haus-, Hof- und Staatsarchivs ernannt. In dieser Funktion erstellte er insbesondere die Ordnung des Archivs der Wiener Hofburgkapelle 1923 wurde er Direktor des Archivs der Stadt Wien, wo er eine neue Archivordnung unter Einführung des Provenienzprinzips und einer gleitenden Archivsperre von 30 Jahren erstellte. 1924 wurde er zum a.o. Professor für Mediävistik der Universität Wien berufen. Hier arbeitete er über österreichische Diplomatik und Verfassungsgeschichte.

## Ehrenämter
Ab 1918 gehörte Stowasser dem Vorstand des Vereins für Geschichte der Stadt Wien an. Von 1924 bis 1925 war er dessen Generalsekretär und 1926 dessen Vizepräsident.

## Schriften (Auswahl)
- Gräflich Douglas'sches Archiv auf Schloß Langenstein (Amt Stockach). In: Zeitschrift für Geschichte des Oberrheins, Bd. 67 (1913), S. 12–111.
- Beiträge zu den Habsburger Regesten. Wagner, Innsbruck 1915.
- (Hrsg.): Das Stadtbuch von Waidhofen an der Thaya. Jasper, Wien 1916.

- Das Archiv der Herzoge von Österreich. Eine Studie zur Überlieferungsgeschichte der habsburgischen Urkunden. Wien 1919.
- Die Steuerfreiheit der Wiener Burgkapelle. Hölzel, Wien 1920.
- Die freien Leute der Grafschaft Weitenegg. In: Vierteljahrschrift für Sozial- und Wirtschaftsgeschichte, Bd. 19 (1921), S. 145–156.

- Ulrich von Eizing und das Testament König Albrecht II. (= Mitteilungen des Vereines für Geschichte der Stadt Wien, H. 3). Rikola, Wien 1922.
- Zwei Studien zur österreichischen Verfassungsgeschichte. In: Zeitschrift der Savigny-Stiftung für Rechtsgeschichte. Germanistische Abteilung, Bd. 44 (1924), S. 114–167.
- Das Land und der Herzog. Untersuchungen zur bayrisch-österreichischen Verfassungsgeschichte. Verlag für Kulturpolitik, Berlin 1925.
- Niederösterreichische Weistumstexte. Hartleben, Wien 1925.
- Das Tal Wachau und seine Herren von Kuenring. Verein für Geschichte der Stadt Wien, Wien 1926.
- Die Entwicklung des Landes Oesterreich. In: Vierteljahrschrift für Sozial- und Wirtschaftsgeschichte, Bd. 19 (1926), S. 414–430.
- Zur inneren Politik Herzog Albrechts III. von Österreich. In: Mitteilungen des Österreichischen Instituts für Geschichtsforschung, Bd. 41 (1926), S. 141–149.
- Inventar des Schloßarchivs Jaidhof bei Gföhl. Gross, Wien 1931.